# سد قاضی‌لو
سد قاضی‌لو مربوط به اوایل دوره قاجار است و در شهرستان میانه، بخش کاغذکنان، روستای قاضی‌لو واقع شده و این اثر در تاریخ ۱۱ مرداد ۱۳۸۴ با شمارهٔ ثبت ۱۲۴۳۳ به‌عنوان یکی از آثار ملی ایران به ثبت رسیده‌است.